# Óblast de Moscou
L'óblast de Moscou (rus: Моско́вская о́бласть, Moskóvskaia óblast, pronunciat [mɐˈskofskəjə ˈobləsʲtʲ]) també anomenada Podmoscòvia (rus: Подмоско́вье, Podmoskòvie, literalment: sota Moscou), és un subjecte federal de Rússia. No té capital i s'administra des de Moscou, que com a ciutat federal no en forma part i s'administra independentment de l'óblast.